# 夏洛特·克雷格
夏洛特·克雷格（英語：Charlotte Craig，1991年2月2日—），美国女子跆拳道运动员。她曾代表美国参加世界跆拳道锦标赛，获得一枚铜牌。她也曾出战2008年夏季奥林匹克运动会。